# Перес, Дамиан
Дамиан Альфредо Перес (исп. Damián Alfredo Pérez; родился 22 декабря 1988 года, Буэнос-Айрес, Аргентина) — аргентинский футболист, защитник клуба «Индепендьенте».

## Биография
Перес — воспитанник клуба «Арсенал» из Саранди. 16 марта 2008 года в матче против «Ньюэллс Олд Бойз» он дебютировал в аргентинской Примере. 11 мая 2012 года в матче против «Сан-Мартин Сан-Хуан» Дамиан забил свой первый гол за «Арсенал». В том же году он помог выиграть чемпионат, а через года стал обладателем Кубка Аргентины.
В 2015 году его контракт с «Арсеналом» истек и Перес на правах свободного агента присоединился к «Велес Сарсфилд». 14 июля в матче против «Тигре» он дебютировал за новую команду. 30 августа в поединке против «Дефенса и Хустисия» Перес забил свой первый гол за «Велес Сарсфилд».
Летом 2016 года Дамиан перешёл в мексиканский клуб «Тихуана». 16 июля в матче против «Монаркас Морелия» он дебютировал в мексиканской Примере, заменив во втором тайме Грега Гарсу.
18 июля 2019 года Перес подписал двухлетний контракт с испанским клубом «Спортинг» Хихон.

## Достижения
Командные
 «Арсенал» (Саранди)
- Чемпионат Аргентины по футболу — Клаусура 2012
- Обладатель Кубка Аргентины — 2012/2013
- Обладатель Суперкубка Аргентины — 2012